# Мифы народов мира

Издание 1994 года

«Мифы народов мира. Энциклопедия» — специализированное энциклопедическое издание, фундаментальная научная энциклопедия по мифологии в двух томах.
Одна из первых в мировой научной практике попыток дать комплексное систематизированное изложение мифотворчества народов мира. Статьи посвящены мифологии различных народов и регионов мира. Впервые издана в 1980—1982 годах в двух томах в Москве издательством «Советская энциклопедия». Второе издание вышло в 1987—1988 годах. В последующие годы было несколько новых переизданий. Принцип построения — алфавитный. Энциклопедия включает более 12,2 тысяч статей.
В 1990 году ряд авторов и научных консультантов энциклопедии были удостоены Государственной премии СССР.

## Содержание
По структуре энциклопедии основу издания составляют циклы статей о мифологиях различных народов и регионов. Каждый цикл обычно включает обобщающую статью, где картина мифологии представлена в целом, и статьи, посвящённые богам высшего уровня, деифицированным абстрактным понятиям, полубожественным и демоническим персонажам, деифицированным неантропоморфным объектам (животным, растениям, элементам ландшафта), атрибутам, символам, элементам космоса. Энциклопедия включает также сравнительно широкий круг статей об основных мифологических мотивах и образах, типах мифов.
Освевщены научные теории, направления и школы в изучении мифологии. В ряде статьях теоретического содержания затронуты проблемы, по которым в научной литературе имеются различные точки зрения. В таких случаях энциклопедия отражает также концепции авторов, которые являются специалистами в своей области.
В издании рассмотрены также мифологические представления и сюжеты, которые развились на основе мифологии, но прошли переработку в среде жрецов, религиозных мыслителей и философов, поскольку не всегда легко разделить стихийное мифотворчество и жреческие, богословские, религиозно-мифологические построения. В ряде статей даётся информация о разработке мифологических образов и сюжетов в произведениях художественной литературе, поэзии, театре, музыке, изобразительном искусстве.
Издание богато иллюстрировано.

## Редколлегия, авторы и рецензенты
Главный редактор энциклопедии — Сергей Александрович Токарев.
Члены редакционной коллегии: Е. М. Мелетинский — заместитель главного редактора, И. С. Брагинский, И. М. Дьяконов, В. В. Иванов, Р. В. Кинжалов, А. Ф. Лосев, В. М. Макаревич — ответственный секретарь, Д. А. Ольдерогге, Б. Л. Рифтин, Е. М. Штаерман.
Редакторы-консультанты и рецензенты: доктор исторических наук И. Д. Амусин (иудаистическая и христианская мифологии), член-корреспондент Академии наук Таджикской ССР И. С. Брагинский (иранская мифология), доктор филологических наук П. А. Гринцер и кандидат филологических наук В. Н. Топоров (буддийская, индийская мифологии), кандидат филологических наук П. А. Грязневич (мусульманская мифология), доктор исторических наук И. М. Дьяконов (мифологии Древнего Востока), доктор филологических наук В. В. Иванов (славянская, самодийская, хеттская, хурритская мифологии), доктор исторических наук Р. В. Кинжалов (мифологии индейцев Северной, Центральной и Южной Америки), доктор филологических наук А. Ф. Лосев (античная мифология), доктор филологических наук Е. М. Мелетинский (мифологии народов Австралии и Океании, кавказско-иберийских, финно-угорских народов, германо-скандинавская, кельтская, палеоазиатская мифологии), кандидат филологических наук С. Ю. Неклюдов (монгольских и тюркоязычных народов мифологии, тунгусо-маньчжурская мифология), член-корреспондент Академии наук СССР Д. А. Ольдерогге (мифологии народов Африки), доктор филологических наук А. Л. Рифтин (китайская, мяо-яо, вьето-мыонгская, корейская, японская мифологии), кандидат исторических наук М. А. Членов (мифологии народов Малайского архипелага).
Редакция всеобщей истории: заведующий редакцией — В. М. Макаревич; старшие научные редакторы — Е. Г. Гурари, Г. Г. Макаревич, кандидат исторических наук В. Я. Петрухин, кандидат исторических наук Л. А. Седов, кандидат исторических наук И. И. Соколова; научный редактор О. М. Иванова.

## Библиографическое описание
- Мифы народов мира : Энциклопедия / Гл. ред. С. А. Токарев. — М. : Советская энциклопедия, 1980—1982. В 2 томах. — Т. 1. А—К. — 672 с. Т. 2. К—Я. — 720 с.
  - Мифы народов мира. В 2 томах / ред. С. А. Токарев. М.: Советская энциклопедия, 1987—1988.
  - Мифы народов мира : Энциклопедия. В 2 томах / ред. С. А. Токарев. — М.: Советская энциклопедия, 1991—1992.
  - Мифы народов мира : Энциклопедия. В 2 томах / ред. С. А. Токарев. — М.: Большая российская энциклопедия, 1997.
  - Мифы народов мира : Энциклопедия. В 2 томах / ред. С. А. Токарев. — М.: Большая российская энциклопедия, 2003.
  - Мифы народов мира : Энциклопедия. Электронное издание / Гл. ред. С. А. Токарев. — М., 2008.